# Heinz Schröer
Heinz Schröer (* 9. September 1922 in Duisburg; † 2. Februar 2013 in Ahaus) war ein deutscher Physiologe sowie Hochschullehrer und langjähriger Direktor des Physiologischen Instituts der Westfälischen Wilhelms-Universität Münster.

## Leben
Heinz Schröer studierte Humanmedizin an den Universitäten Bonn, München, Freiburg und Münster und wurde 1949 promoviert mit der Dissertation Leben und Werk des deutschen Physiologen Carl Ludwig. Zunächst war er als Arzt an verschiedenen Krankenhäusern tätig, bevor er sich 1958 am Physiologischen Institut der Universität Würzburg mit einer Arbeit über den Mechanismus der Prothrombinaktivierung habilitierte und 1964 zum außerplanmäßigen Professor ernannt wurde. Das Angebot einer Professur an der Wayne State University in Detroit, das er nach einem einjährigen Forschungsaufenthalt in den USA erhielt, lehnte er ab.
1971 übernahm er den Lehrstuhl für Physiologie an der  Universität Münster. Dort war er außerdem von 1980 bis 1982 Prorektor für Forschung und wissenschaftlichen Nachwuchs sowie ab 1980 Prodekan und von 1985 bis zu seiner Emeritierung Dekan der Medizinischen Fakultät.
Im Mittelpunkt seiner Forschungstätigkeit stand die Aufklärung der physiologischen Funktion der Blutplättchen. Ferner forschte er u. a. zur Blutstillung und Thromboseentstehung sowie der Enzymaktivierung an biologischen Grenzflächen und den Wechselwirkungen zwischen strömendem Blut und Gefäßband.
Schröer war zudem Mitglied der Deutschen Arbeitsgemeinschaft für Blutgerinnungsforschung. Anlässlich der 10. Tagung dieser Arbeitsgemeinschaft in Würzburg vom 1. bis 2. April 1966 stellte er seine neuen Forschungsergebnisse zur Blutgerinnung öffentlich vor.

## Veröffentlichungen (Auswahl)
- Leben und Werk des deutschen Physiologen Carl Ludwig. Münster/Westf. 1949 (maschinenschriftliche Dissertation).
- Aus dem Physiologischen Institut der Universität Würzburg. Über das Verhalten des Fibrinogens bei der Papierelektrophorese des Plasmas. In: Zeitschrift für Biologie, Band 109, 1956, S. 80ff.
- Vortrag vor der Physikalisch-medizinischen Gesellschaft zu Würzburg am 4. Juli 1957. In: Berichte der Physikalisch-medizinischen Gesellschaft zu Würzburg, Würzburg 1957, S. 134–141.
- Zur Frage des Mechanismus der Prothrombinaktivierung. In: Comptes Rendus Du ... Congrès de la Société Européenne D'hématologie, European Society of Haematology. Congress, 1958, S. 368ff.
- mit Günther Hauck: Fluoreszenzmikroskopische Lebendbeobachtungen zur Frage einer Abhängigkeit der Gefäßwand. Schrankenfunktion vom hämostatischen Gleichgewicht. In: Thrombosis Et Diathesis Haemorrhagica, Band 13, Universität Würzburg, 1965, S. 438ff.
- mit D. L. Heene, W. H. Seegers: Addition of prothrombin to blood from dogs receiving dicumarol. In: Thrombos. Diathes. haemorrh., Stuttgart 13 (1965), S. 187ff.
- Carl Ludwig. Begründer der messenden Experimentalphysiologie, 1816–1895 (= Große Naturforscher, 33). Stuttgart 1967.
- mit Günter Hauck: Vitalmikroskopische Untersuchungen zur Lokalisation der Eiweißpermeabilität an der Endstrombahn von Warmblütern. In: Pflügers Archiv 312 (1969), S. 32–44.